# GOES 6
O GOES 6 (chamado GOES-F antes de atingir a órbita), foi um satélite Norte americano de pesquisas atmosféricas. Era operado pela NOAAe pela NASA, como parte do programa GOES. Lançado em 1983, ele foi usado para previsão do tempo nos Estados Unidos.

## O projeto

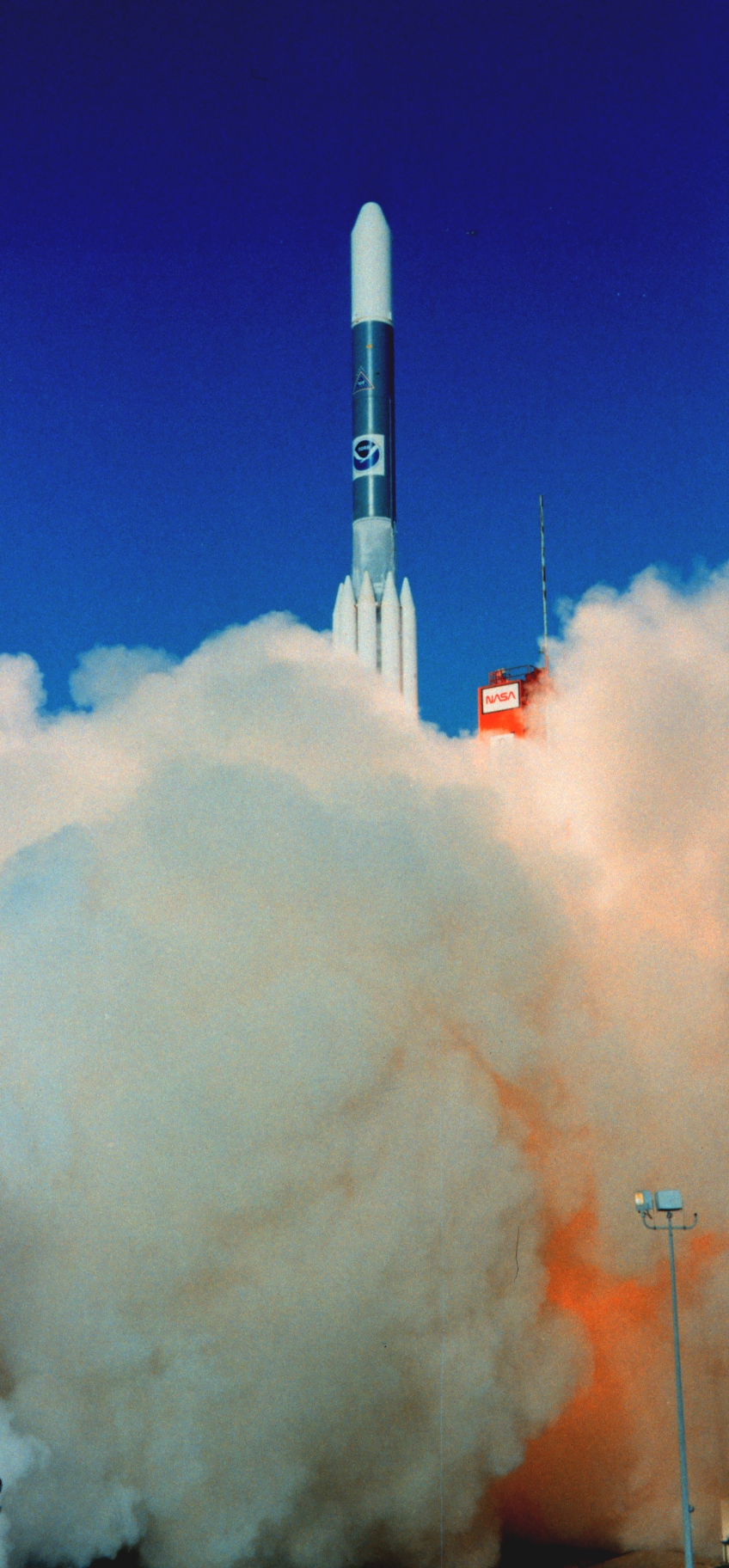
O satélite GOES-F sendo lançado por um Delta 3914.

O GOES 6 foi construído pela Hughes Space and Communications a pedido da NASA, baseado na plataforma de satélite HS-371. No seu lançamento a partir da Estação da Força Aérea de Cabo Canaveral, ele tinha uma massa de aproximadamente 660 quilos e com um tempo de vida operacional estimado em sete anos.

## A missão
Após a sua inserção em órbita geoestacionária, O GOES-6 foi colocado em uma longitude de 135 ° Oeste. Em 1984, ele foi movido, inicialmente para 97° Oeste, e depois para 108° Oeste para cobrir a falha do VISSR no GOES 5. Depois que o GOES 7 substituiu o GOES 5 em 1987, o GOES 6 retornou para 135° Oeste, onde permaneceu até o fim de sua vida útil.

## Saída de serviço
O seu sensor de imagens falhou em 21 de Janeiro de 1989, deixando o GOES 7 como o único satélite operacional do sistema GOES por mais de cinco anos, até o lançamento do GOES 8 em 1994. Depois dessa falha, ele permaneceu operacional como um satélite retransmissor até ser retirado de serviço para uma órbita cemitério em 19 de Maio de 1992.